# Шишманов, Иван
Иван Димитров Шишманов (4 июля 1862, Свиштов — 22 июня 1928, Осло) — болгарский литературовед и этнограф, политический деятель.

## Биография
Потомок древнего чорбаджийского (привилегированный слой времён турецкого владычества) рода из Видина.
Зять Михаила Драгоманова, отец литературоведа и драматурга Дмитрия Шишманова.
Учился в педагогическом училище в Вене (1876—1882). Изучал философию и литературу в Йене (1884) и Женеве (1885—1886). В 1888 году защитил докторскую степень в Лейпциге. В 1889—1902 гг. редактор «Сборника народных песен, науки и литературы» (СбНУНК), одновременно в 1893—1900 гг. был редактором «Болгарского обозревателя».
Шишманов является одним из основателей в 1896 году Государственной рисовальной школы, впоследствии Национальной художественной академии и Высшего училища в Софии (ныне Софийский университет, 1888). Профессор Софийского университета (с 1894) по всеобщей литературной и культурной истории, а также по сравнительной литературной истории.
Член Болгарской Академии Наук. Министр просвещения Болгарии (1903—1907). Действительный член НОШ.
В 1905 г. основал в Варне первое в Болгарии специализированное училище для слепых.
Посол Болгарии в Киеве (1918—1919), в период Украинской Державы (гетмана П. П. Скоропадского) и УНР.
Основатель и первый председатель болгарской секции Паневропейского союза.
Автор трудов по этнографии и литературоведению. Шишманов заложил в Болгарии основы научного изучения литературы в её связях с историей общества и культурой. Знаток русской и украинской литературы. Исследовал влияние поэзии Шевченко на болгарское возрождение. Инициатор и основатель в 1920 году Болгаро-украинского общества.

## Сочинения
- Славянски селища в Крит и на другите гръцки острови. — Български преглед, 1897, кн. 3.
- Наченки на руското влияние в българската книжнина. С., 1899.
- Критичен преглед на въпроса за произхода на прабългарите от езиково гледище и етимологиите на името «българин». — СбНУНК, XVI—XVII, 1900.
- Тарас Шевченко — неговото творчество и неговото влияние върху българските писатели преди Освобождението. С., 1914.
- Роль України в болгарському відродженні. Вплив Шевченка на болгарських поетів передвизвольної доби. Відень, 1916.
- Дневник 1879—1927 г. С., 2003.